# Alver (Norvège)
Pour les articles homonymes, voir Alver.
Alver est une commune du landskap de Nordhordland dans le comté de Vestland. La commune a été créée le 1er janvier 2020 par la fusion des anciennes communes de Lindås, Meland et Radøy,. La maire est Sara Sekkingstad (Sp) et le vice-maire est Øyvind Helland Oddekalv (Ap).
Le nom vient de la ferme Alver qui a donné son nom au village d'Alversund et au détroit d'Alver dans l'ancienne commune de Lindås.

## Géographie
Alver se trouve dans la zone géologique du Bergensfelt ou Bergensbuene qui fait partie de la chaîne de montagnes calédonienne et est principalement composée de roches métamorphiques comme le gneiss et les roches plutoniques. 
Il y a 843 îles et îlots sur le territoire d'Alver. La commune est frontalière d'Austrheim, Masfjorden, Modalen, Gülen, Osterøy (de l'autre côté de l'Osterfjord), Bergen et Askøy.

## Population
La municipalité avait en 2020 lors de sa fondation 29 224 habitants.

## Économie
Mongstad est une vaste zone industrielle, partagée entre les communes d'Austrheim et Alver. Elle compte pour une grande partie de la croissance économique, des flux de personnes et marchandises, et des emplois dans les deux communes. 
La plus grande raffinerie de Norvège, détenue par Equinor et Shell, s'y trouve et a une capacité de raffinage de 12 millions de tonnes de pétrole brut par an. Elle produit principalement des produits légers comme l'essence, le diesel ou le kérosène et représente 7,7 % des emplois de la commune d'Alver.
Elle a été construite entre 1972 et 1975. Lors de son agrandissement en 1985-1989, les dépassements de budget atteignirent les 6 milliards de couronnes, soit 75 %, causant l'affaire de Mongstad.
Le site est équipé d'un port qui exporte la production de la raffinerie, et d'un terminal pétrolier avec une capacité de stockage de 9,44 millions de barils de pétrole brut. Le gisement Johan Sverdrup y est relié. Il s'agit du deuxième plus important port pétrolier d'Europe après Rotterdam.
Mongstad accueille également une base arrière pour plusieurs gisements de pétrole, une centrale à gaz qui fournit de la chaleur et de l'électricité au site, et un important centre de recherche et d'expérimentation sur la capture du dioxyde de carbone. La décision d'investir dans ces installations de séquestration des émissions prise par le gouvernement Stoltenberg II s'est également révélée être controversielle.
Il existe également un centre de construction de bateaux et plateformes pétrolières nommé Subsea Island sur l'île de Radøy et qui représente 5,8 % des emplois de la commune. 
L'agriculture est principalement tournée vers l'élevage d'ovins et de bovins, il y a un peu d'aquaculture au nord-ouest de l'île de Radøy et dans l'Osterfjord. La commune a la plus importante activité sylvicole du Nordhordland.  
Une partie importante, 28 %, des habitants travaille dans la commune de Bergen. Cela concerne surtout les habitants de l'ancienne commune de Meland. Le centre commercial de Knarvik dessert tout le Nordhordland. 

## Politique

### Élection municipale de 2019
| Parti                                | Proportion | Proportion | Voix   | Voix   | Sièges au Conseil municipal | Sièges au Conseil municipal | Membres du collège exécutif |
| ------------------------------------ | ---------- | ---------- | ------ | ------ | --------------------------- | --------------------------- | --------------------------- |
| Parti                                | %          | ±          | total  | ±      | total                       | ±                           | Membres du collège exécutif |
| Action populaire contre les péages   | 22,1       | +22,1      | 3 440  | +3 440 | 10                          | +10                         | 3                           |
| Parti du centre (agrarien)           | 18,5       | +2,3       | 2 872  | +759   | 8                           | -8                          | 2                           |
| Parti travailliste                   | 15,1       | -6,6       | 2 350  | -494   | 7                           | -11                         | 2                           |
| Parti populaire chrétien             | 14,6       | -5,5       | 2 275  | -361   | 7                           | -7                          | 2                           |
| Høyre (conservateurs)                | 12,3       | -3,1       | 1906   | -101   | 6                           | -8                          | 2                           |
| Parti du progrès (populiste)         | 5,8        | -7,5       | 898    | -837   | 3                           | -8                          | 1                           |
| Parti de l'environnement - Les Verts | 3,5        | -0,6       | 536    | +11    | 2                           | -1                          | 1                           |
| Parti socialiste de gauche           | 3,3        | +1,5       | 514    | +274   | 2                           | +1                          | 0                           |
| Rouge                                | 2,0        | +2,0       | 304    | +304   | 1                           | +1                          | 0                           |
| Venstre (libéraux)                   | 1,9        | -3,5       | 302    | -406   | 1                           | -4                          | 0                           |
| Parti les chrétiens                  | 0,9        | +0,1       | 134    | +33    | 0                           | -                           | 0                           |
| Total                                | 70,7 %     | 70,7 %     | 15 631 | 15 631 | 47                          | 47                          | 13                          |

Sara Hamre Sekkingstad (Parti du centre) est élue maire avec Øyvind Oddekalv (travailliste) comme vice-maire.

## Références

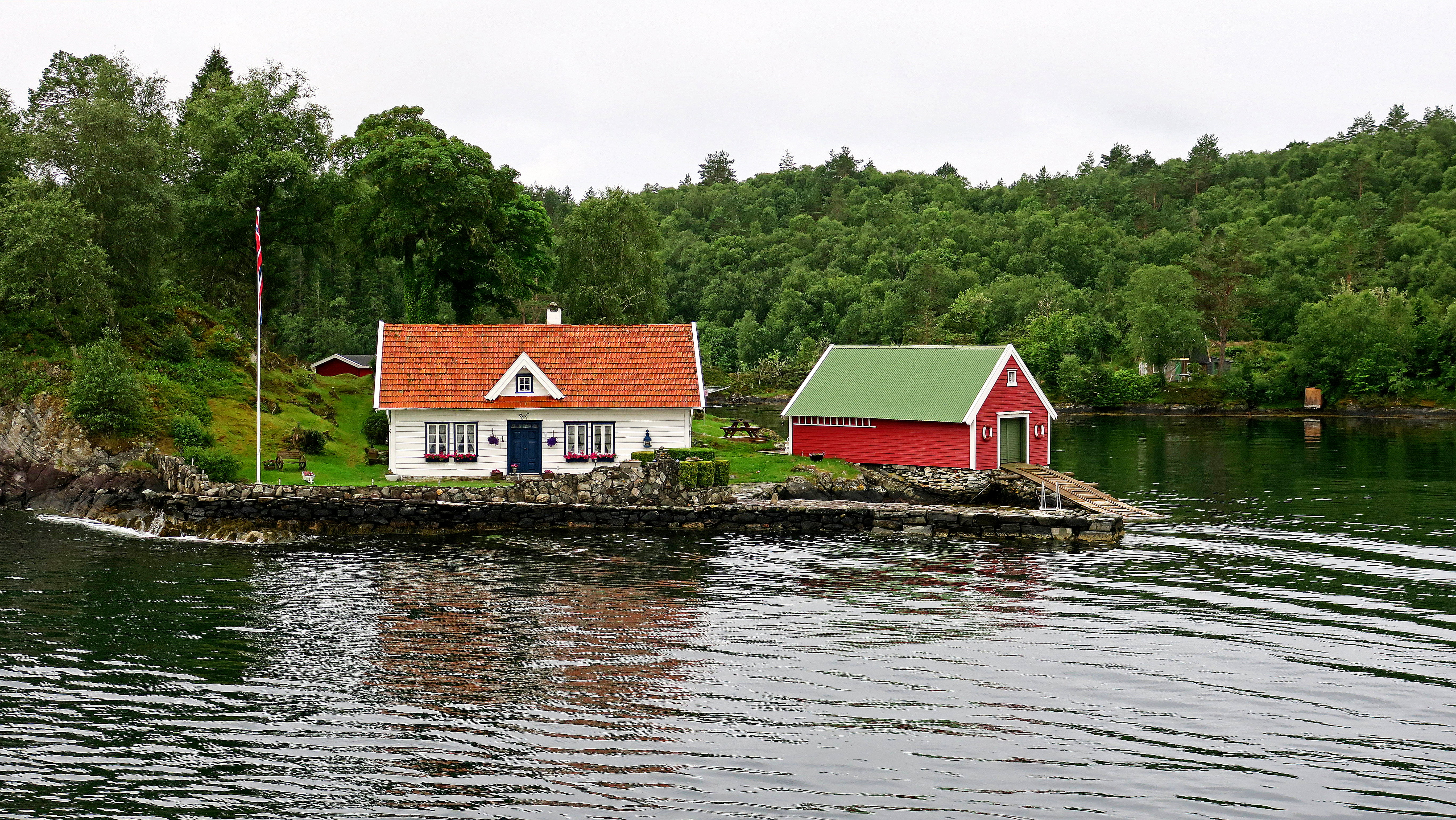
Petites maisons du XIXe siècle au bord du fjord Radsundet à Alver, juillet 2020.